# Mario Martone
Mario Martone (Napoli, 20 novembre 1959) è un regista cinematografico, regista teatrale e sceneggiatore italiano.

## Biografia
Frequenta il Liceo classico Umberto I e inizia la sua carriera artistica nel teatro e allestisce il suo primo spettacolo, Faust o la quadratura del cerchio, nel 1976. Due anni più tardi, grazie ai fondi e agli spazi messi a disposizione dall'Università, nel dicembre 1977 fonda il gruppo Nobili di Rosa, con Andrea Renzi e poi Francesca La Rocca, Augusto Melisurgo e Federica della Ratta Rinaldi. Il gruppo prende il nome da un'antica moneta alchemica. Tra gli spettacoli dei "Nobili di Rosa" vi sono l'Incrinatura e Avventure al di là di Thule. Nel febbraio 1979 "Nobili di Rosa" diventa Falso Movimento, ed entrano a far parte del gruppo i cineasti Angelo Curti e Pasquale Mari. Tra le sue rappresentazioni Rosso Texaco, Tango Glaciale del 1982 e trasmesso dalla Rai nel 1983, Otello nel 1982, Coltelli nel cuore nel 1986 da Brecht, Ritorno ad Alphaville da Godard nel 1986. Sempre nel 1986 il gruppo "Falso Movimento" si fonde con il "Teatro dei Mutamenti" di Antonio Neiwiller e il "Teatro Studio" di Caserta di Toni Servillo dando origine a "Teatri Uniti". Per la nuova formazione firma, tra le altre, le regie di Filottete di Sofocle nel 1987 e Riccardo II di Shakespeare nel 1993.
L'esordio alla regia cinematografica è del 1980 con un cortometraggio sponsorizzato dal Banco di Napoli, a cui segue Foresta Nera. Dopo 12 anni, nel 1992, si rivela al grande pubblico con il suo primo lungometraggio: Morte di un matematico napoletano, storia del matematico Renato Caccioppoli, che gli vale il Gran premio della giuria alla Mostra di Venezia. Nel 1993 realizza il mediometraggio Rasoi, ispirato ad un suo spettacolo teatrale precedentemente allestito al Teatro Mercadante di Napoli nel 1990.
Tre anni dopo realizza il suo secondo film: L'amore molesto, in concorso al Festival di Cannes e vincitore del David di Donatello come miglior regista. Nel 1997 dirige l'episodio La salita del film I vesuviani, che gli vale elogi ma anche una coda di polemiche (e di interrogazioni parlamentari): il personaggio del sindaco impegnato a governare una città difficile come Napoli s'ispira infatti chiaramente ad Antonio Bassolino. Nel 1998 gira il lungometraggio Teatro di guerra.
Dal 1999-2001 ha ricoperto la carica di direttore artistico del Teatro Argentina di Roma. Dal 2003 è condirettore del Teatro Stabile di Napoli.
Partecipa nel 2001 all'esperienza registica collettiva del film Un altro mondo è possibile, girato in occasione delle giornate di protesta durante la riunione del G8 a Genova.
Nel 2004 dirige un film tratto da un romanzo di Goffredo Parise, L'odore del sangue, con Michele Placido e Fanny Ardant.
Dal 2007 al 2017 è stato direttore artistico del Teatro Stabile di Torino, prima di passare l'incarico a Valerio Binasco.
Nell'autunno 2010 è uscito nelle sale italiane Noi credevamo ispirato all'omonimo romanzo di Anna Banti che ha vinto nel 2011 il premio Alabarda d'oro per il miglior film e la miglior sceneggiatura. Nello stesso anno 2011 il regista ha ricevuto il premio per la carriera al Festival de Cine Italiano de Madrid. A gennaio 2011 ha diretto Cavalleria rusticana e Pagliacci al Teatro alla Scala di Milano. In ambito lirico ha inoltre firmato altri allestimenti di successo come quelli di Così fan tutte (con Claudio Abbado), Le nozze di Figaro e Don Giovanni di Mozart, Matilde di Shabran, Torvaldo e Dorliska e Aureliano in Palmira di Gioachino Rossini (Rossini Opera Festival di Pesaro), Fidelio di Beethoven, e Charlotte Corday di Lorenzo Ferrero. 
Sempre nel 2011 mette in scena le Operette morali di Giacomo Leopardi e riceve il premio leopardiano La Ginestra per la sua capacità di restituire i legami del poeta di Recanati con il nostro tempo. L'anno successivo riceve la laurea honoris causa in Linguaggi dello Spettacolo del Cinema e dei Media presso l'Università della Calabria.
Il 28 aprile 2012 a Recanati, annuncia un'opera cinematografica dedicata alla vita di Giacomo Leopardi: il film Il giovane favoloso viene presentato al Festival di Venezia il 1º settembre 2014 e riscuote un notevole successo di pubblico e critica.
Nell'aprile 2017 viene annunciato che è in progetto una serie televisiva sulla vita di Eduardo De Filippo, incentrata sulla Napoli del primo Novecento. Per il Teatro alla Scala firma la regia dell'opera lirica Andrea Chénier (orchestra diretta da Riccardo Chailly), lo spettacolo di inaugurazione della stagione scaligera 2017-2018, con le star internazionali Anna Netrebko e il marito Yusif Eyvazov.
Nel 2018 esce il suo nuovo lungometraggio Capri-Revolution, in concorso alla 75ª Mostra internazionale d'arte cinematografica di Venezia, con protagonista Marianna Fontana, che gli vale svariate candidature ai David di Donatello. 
Nel 2022 realizza Nostalgia, adattamento cinematografico dell'omonimo romanzo del 2016 di Ermanno Rea con protagonista Pierfrancesco Favino, che viene presentato in concorso al Festival di Cannes 2022. Il 26 settembre 2022 viene selezionato per rappresentare l'Italia ai Premi Oscar 2023.
Nel 2023 dirige il documentario su Massimo Troisi, Laggiù qualcuno mi ama, scritto in collaborazione con Anna Pavignano, premiato come miglior documentario ai David di Donatello 2024.

## Filmografia

### Cinema
- Morte di un matematico napoletano (1992)
- Rasoi – mediometraggio (1993)
- Miracoli - Storie per corti, episodio Antonio Mastronunzio pittore sannita (1994)
- L'amore molesto (1995)
- I vesuviani, episodio La salita (1997)
- Teatro di guerra (1998)
- L'odore del sangue (2004)
- Noi credevamo (2010)
- Il giovane favoloso (2014)
- Capri-Revolution (2018)
- Il sindaco del rione Sanità (2019)
- Qui rido io (2021)
- Nostalgia (2022)
- Fuori (2025)

### Televisione
- Tango glaciale (1983)
- Perfidi incanti (1985)
- Il desiderio preso per la coda (1986)
- Il barbiere di Siviglia (2020)

### Videoteatro
- Foresta nera (1982)
- Perfidi incanti (1984)
- Nessun dove - Studi su immagini di Napoli (1985)
- Il desiderio preso per la coda (1986)
- Prologo a Ritorno ad Alphaville (1987)
- I Persiani (1990)
- Finale di partita (1996)
- Una disperata vitalità (1998)
- I dieci comandamenti (2001)
- Operette morali (2011)

### Documentari
- Nella città barocca (1984)
- Lucio Amelio/Terraemotus (1993)
- Veglia (1993)
- L'unico paese al mondo, episodio Voce all'intelligenza (1994)
- Badolato, 10 dicembre 1995. Per Antonio Neiwiller (1996)
- Una storia Saharawi (1996)
- Appunti da Santarcangelo (1998)
- La terra trema, co-regia di Jacopo Quadri (1998)
- Un posto al mondo (2000)
- Nella Napoli di Luca Giordano (2001)
- Caravaggio - L'ultimo tempo (2004)
- La meditazione di Hayez (2011)
- Laggiù qualcuno mi ama (2023)

## Teatro
- Faust e la quadratura del cerchio di Mario Martone (1977)
- Segni di vita di Angelo Curti, Pasquale Mari, Mario Martone (1979)
- Dallas 1983 di Mario Martone (1979)
- Rosso Texaco di Mario Martone e Andrea Renzi (1980)
- Controllo totale di Mario Martone (1981)
- Tango glaciale, progetto di Mario Martone (1982)
- Otello I, da Verdi e Boito (1982)
- Otello II, da Verdi e Boito (1983)
- Il desiderio preso per la coda, da Picasso (1985)
- Coltelli nel cuore, da Brecht (1985)
- Otello III, da Verdi e Boito (1985)
- Ritorno ad Alphaville, progetto di Mario Martone, Benevento Città Spettacolo (1986)
- Mercedes di Thomas Brasch (1986)
- Filottete, da Sofocle (1987)
- Laboratorio su Vladimir Majakovskij (1987)
- Ultima lettera a Filottete, da Jannis Ritsos (1987)
- La seconda generazione, tragedia apocrifa da Sofocle, Euripide, Virgilio, Ritsos e altri autori (1988)
- Woyzeck di Georg Büchner (1989)
- I Persiani di Eschilo, Teatro greco di Siracusa (1990)
- Rasoi di Enzo Moscato (1991)
- Riccardo II di William Shakespeare (1993)
- Terremoto con madre e figlia di Fabrizia Ramondino, Asti Teatro (1993)
- L'histoire du soldat di Pier Paolo Pasolini, Sergio Citti, Giulio Paradisi, regia di Giorgio Barberio Corsetti, Gigi Dall'Aglio, Mario Martone (1995)
- I sette contro Tebe di Eschilo (1996)
- Edipo Re di Sofocle (2000)
- I dieci comandamenti di Raffaele Viviani (2000)
- Laboratorio sul Don Giovanni (2002)
- Edipo a Colono di Sofocle (2004)
- L'opera segreta di Enzo Moscato (2004)
- Falstaff. Un laboratorio napoletano, da William Shakespeare (2008)
- Operette morali di Giacomo Leopardi (2011)
- La serata a Colono di Elsa Morante (2013)
- Carmen di Enzo Moscato (2015)
- Morte di Danton di Georg Büchner (2016)
- Il sindaco del rione Sanità di Eduardo De Filippo (2017)
- Tango glaciale reloaded, progetto di Mario Martone, riallestimento a cura di Raffaele Di Florio e Anna Redi (2018)
- Il filo di mezzogiorno di Goliarda Sapienza (2021)
- Romeo e Giulietta di William Shakespeare (2023)

## Opera lirica
elenco parziale:
- Così fan tutte, Teatro di San Carlo di Napoli (1999)
- Don Giovanni, coreografia di Anna Redi (2008)
- Le nozze di Figaro, coreografia di Anna Redi (2010)
- Andrea Chénier, Teatro alla Scala di Milano, coreografia di Daniela Schiavone (2016-2017)
- Otello di Giuseppe Verdi, Teatro di San Carlo di Napoli (2021)
- La Bohème di Giacomo Puccini, Teatro dell'Opera di Roma (2022)
- Fedora (opera) di Umberto Giordano, Teatro alla Scala di Milano, coreografia di Daniela Schiavone (2022)

## Riconoscimenti

### Cinema
- Mostra internazionale d'arte cinematografica di Venezia
  - 1992 – Leone d'Argento - Gran Premio della giuria per Morte di un matematico napoletano
- David di Donatello
  - 1993 – Miglior regista esordiente per Morte di un matematico napoletano
  - 1995 – Candidatura al miglior film per L'amore molesto
  - 1995 – Miglior regista per L'amore molesto
  - 1998 – Candidatura al miglior regista per Teatro di guerra
  - 2011 – Miglior film per Noi credevamo
  - 2011 – Candidatura al miglior regista per Noi credevamo
  - 2011 – Miglior sceneggiatura per Noi credevamo
  - 2011 – Candidatura al David Giovani per Noi credevamo
  - 2015 – Candidatura al miglior film per Il giovane favoloso
  - 2015 – Candidatura al miglior regista per Il giovane favoloso
  - 2015 – Candidatura alla migliore sceneggiatura per Il giovane favoloso
  - 2015 – Candidatura al David Giovani per Il giovane favoloso
  - 2019 – Candidatura al miglior regista per Capri-Revolution
  - 2020 - Candidatura alla miglior sceneggiatura non originale per Il sindaco del rione Sanità
  - 2022 - Candidatura al miglior film per Qui rido io
  - 2022 - Candidatura al miglior regista per Qui rido io
  - 2022 - Candidatura alla miglior sceneggiatura originale per Qui rido io
  - 2023 - Candidatura al miglior film per Nostalgia
  - 2023 - Candidatura al miglior regista per Nostalgia
  - 2023 - Candidatura alla miglior sceneggiatura non originale per Nostalgia
  - 2024 - Miglior documentario per Laggiù qualcuno mi ama
- Nastro d'argento
  - 1993 – Miglior regista esordiente per Morte di un matematico napoletano
  - 2011 – Film dell'anno per Noi credevamo
  - 2015 – Film dell'anno per Il giovane favoloso
  - 2022 – Miglior regia per Nostalgia e Qui rido io
  - 2022 – Miglior sceneggiatura per Nostalgia e Qui rido io
  - 2024 - Nastro dell’anno per un documentario per Laggiù qualcuno mi ama e Un ritratto in movimento. Omaggio a Mimmo Jodice
- Globo d'oro
  - 1995 – Miglior film per L'amore molesto
  - 2011 – Gran Premio della stampa estera per Noi credevamo
  - 2015 – Miglior film per Il giovane favoloso
- Ciak d'oro
  - 1993 – Miglior opera prima per Morte di un matematico napoletano
  - 1996 – Migliore sceneggiatura per L'amore molesto[10]
  - 2011 – Miglior regista per Noi credevamo[11]
  - 2015 – Miglior film per Il giovane favoloso[12]
  - 2015 – Miglior sceneggiatura per Il giovane favoloso[12]
  - 2019 – Miglior regista per Capri-Revolution[13]
  - 2020 – Candidatura a miglior regista per Il sindaco del rione Sanità[14]
  - 2022 - Superciak d'oro[15]
- Alabarda d'oro
  - 2011 – Miglior film per Noi credevamo
  - 2011 – Miglior sceneggiatura per Noi credevamo
- Premi Flaiano 2020 – Miglior sceneggiatura per Il sindaco del rione Sanità

### Letteratura
- 2011 - Premio leopardiano La Ginestra

### Teatro
- Premio Ubu
  - 1986/1987 - Migliore scenografia per Ritorno ad Alphaville
  - 2010/2011 - Migliore regia per Operette morali di Giacomo Leopardi
- Premio Flaiano sezione teatro[16]
  - 2013 – Premio alla regia per La serata a Colono di Elsa Morante

CULTURA
.  Premio Carlo Missaglia 2024 - Conferitogli per aver diffuso nel mondo la cultura Napoletana

### Monografie
- Il desiderio preso per la coda, (1985)
- Ritorno ad Alphaville di Falso Movimento, con fotografie di Cesare Accetta, Milano, Ubulibri (1987)
- Morte di un matematico napoletano (con Fabrizia Ramondino), Milano, Ubulibri (1992)
- Teatro di guerra: un diario, con prefazione di Enrico Ghezzi e fotografie di Cesare Accetta, Milano, Bompiani (1998)
- Chiaroscuri: scritti tra cinema e teatro (a cura di Ada D'Adamo), Milano, Bompiani (2004)
- Noi credevamo, Milano, Bompiani Overlook (2010)
- La scena e lo schermo, a cura di Roberto De Gaetano e Bruno Roberti, Mario Martone, Roma, Donzelli  (2013)